# Аброкома болівійський
Аброкома болівійський (Abrocoma boliviensis) — вид ссавців роду аброкома ряду гризуни. Мешкає в Болівії на площі менше ніж 100 км² і був знайдений на висоті 1800 м над рівнем моря. Вид пов'язаний із скелястими районами в межах хмарного лісу. Він не відомий за межами хмарного лісу, і може бути спеціалізується на скелястих ділянках в цьому середовищі проживання. Цей гризун вегетаріанець і живе в норах. Abrocoma boliviensis має відносно довгий хвіст, довгі ноги, і сильні, зігнуті кігті. Скоріш за все Болівійський шиншиловий щур придатний до деревної діяльності.